# Vinho do Porto

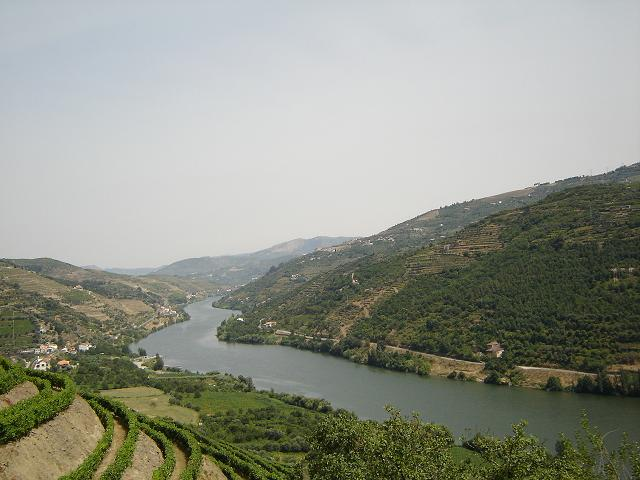
As vinhas do Douro são feitas em socalcos, ao longo do rio Douro e afluentes, criando uma paisagem reconhecida pela UNESCO como Património da Humanidade

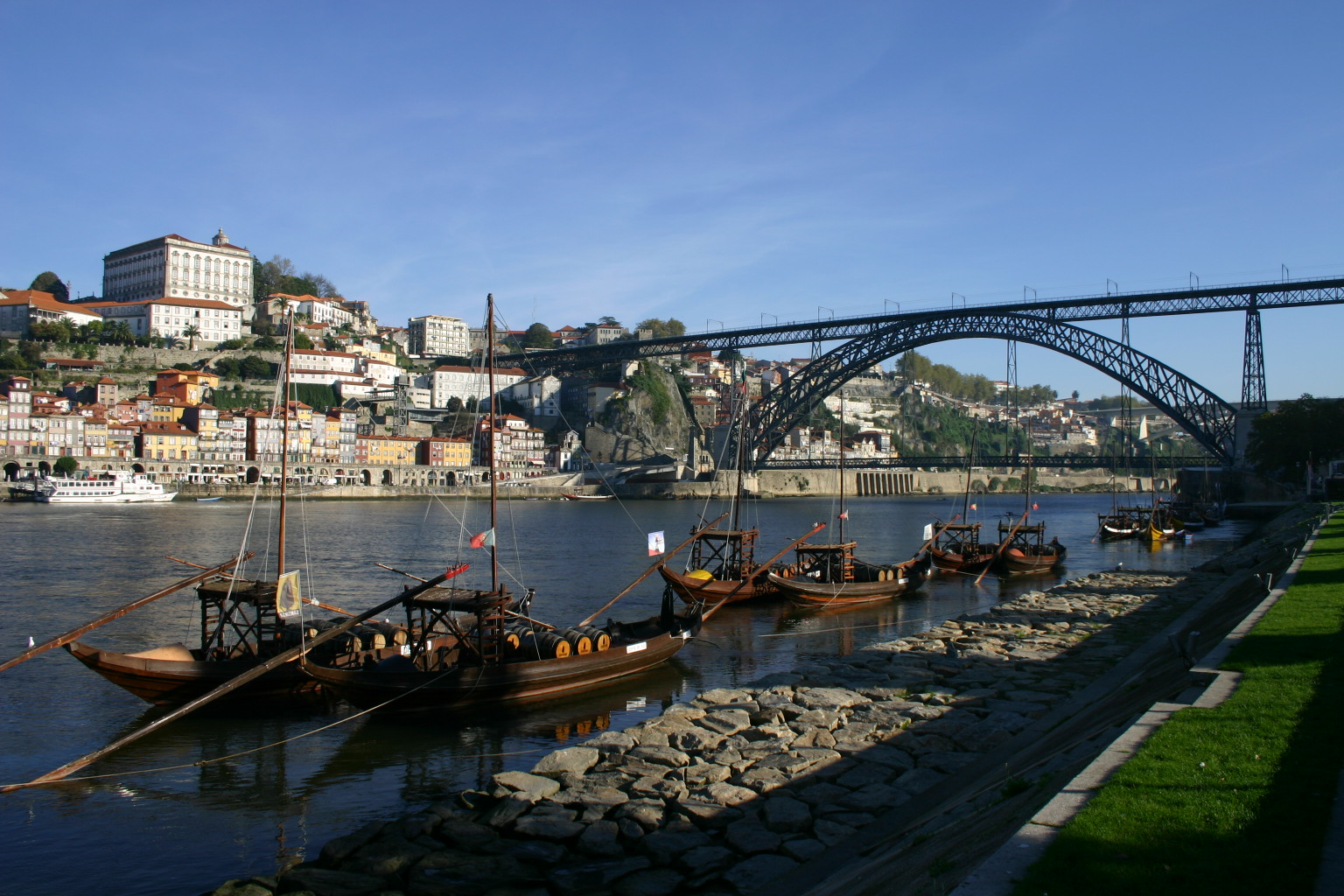
Barcos rabelo, meio de transporte tradicional dos vinhos do Porto no rio Douro.

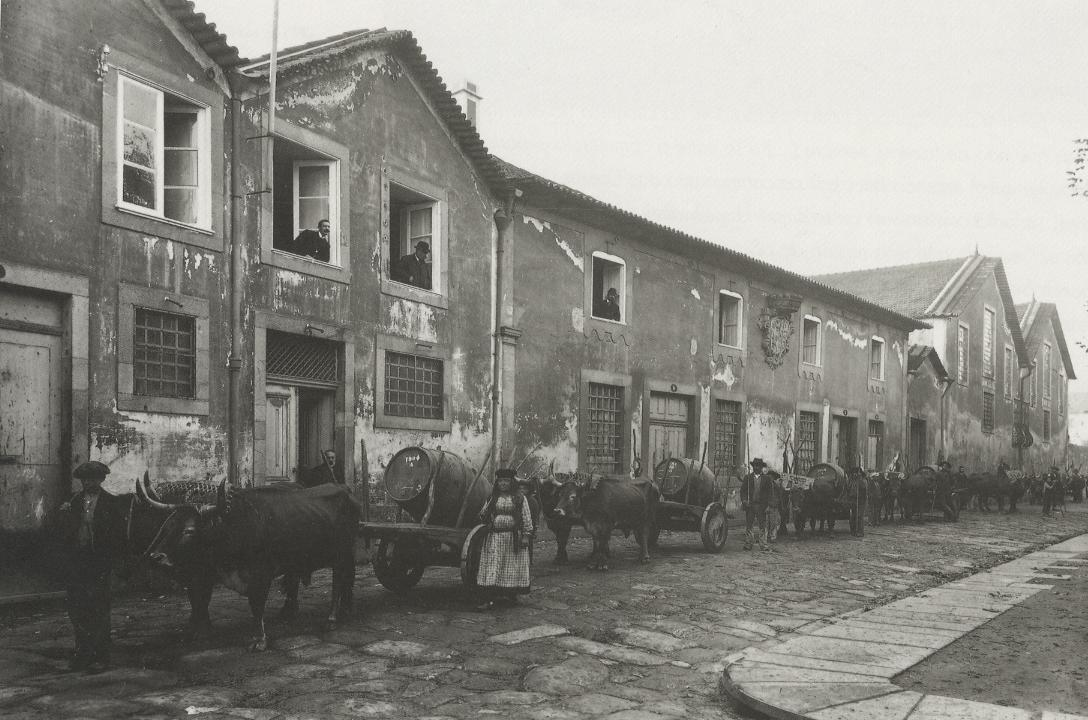
Transporte das pipas de vinho do Porto sobre carros de bois, em V. N. de Gaia (c.1905).

O Vinho do Porto é um vinho licoroso, produzido na Região Demarcada do Douro, sob condições peculiares derivadas de fatores naturais e humanos. O processo de fabrico, baseado na tradição, inclui a paragem da fermentação do mosto pela adição de aguardente vínica (benefício ou aguardentação), a lotação de vinhos e o envelhecimento.
O vinho do Porto é produzido a partir de uvas provenientes da Região Demarcada do Douro, no norte de Portugal a cerca de 100 km a leste da cidade do Porto. Lamego, São João da Pesqueira, Régua e Pinhão são os principais centros de produção, mas algumas das melhores vinhas ficam na zona mais a leste.
S. João da Pesqueira é o concelho com maior produção de vinho do Porto a nível nacional. Esta bebida é produzida com uvas do Douro e armazenada nas caves de Vila Nova de Gaia, esta bebida alcoólica ficou conhecida como "vinho do Porto" a partir da segunda metade do século XVII por ser exportada para todo o mundo a partir desta cidade.
A quantidade de aguardente de origem vitícola destinada a interromper a fermentação, de acordo com o grau de doçura desejado, é fixada anualmente no comunicado de vindima.
A conhecida "Lei do Terço" define, de uma forma genérica, que cada agente económico inscrito no IVDP como comerciante ou produtor-engarrafador de vinho do Porto só poderá comercializar, em cada ano, “um terço dos vinhos com mais de um ano”, quantidade que poderá ser acrescida ainda de “30% dos vinhos adquiridos ou elaborados, na última vindima”. A regra define o quantitativo de vinho de Porto que poderá ser comercializado anualmente, que nada tem que ver com a data de início da comercialização de cada categoria de produto. Por exemplo, um vinho do Porto da categoria especial “Vintage” poderá ser comercializado a partir de 1 de maio do segundo ano a contar da respetiva vindima.

## História
A "descoberta" do vinho do Porto é polémica. Uma das versões, defendida pelos produtores da Inglaterra, refere que a origem data do século XVII, quando os mercadores britânicos adicionaram brandy ao vinho da região do Douro para evitar que ele azedasse. Mas o processo que caracteriza sua obtenção talvez já fosse conhecido bem antes do início do comércio com os ingleses. Já na época dos Descobrimentos o vinho era armazenado desta forma para se conservar um máximo de tempo durante as viagens. A diferença fundamental reside na zona de produção e nas castas utilizadas, hoje protegidas. A empresa Croft foi das primeiras a exportar vinho do Porto, seguida por outras empresas inglesas e escocesas.
O que torna o vinho do Porto diferente dos restantes vinhos, além do clima único, é o facto de a fermentação do vinho não ser completa, sendo parada numa fase inicial (dois ou três dias depois do início), através da adição de uma aguardente vínica neutra (com cerca de 77% de álcool). Assim o vinho do Porto é um vinho naturalmente doce (visto o açúcar natural das uvas não se transforma completamente em álcool) e mais forte do que os restantes vinhos (entre 19 e 22% vol. alc.).
Fundamentalmente consideram-se três tipos de vinhos do Porto: Branco, Ruby e Tawny.

## Porto Branco

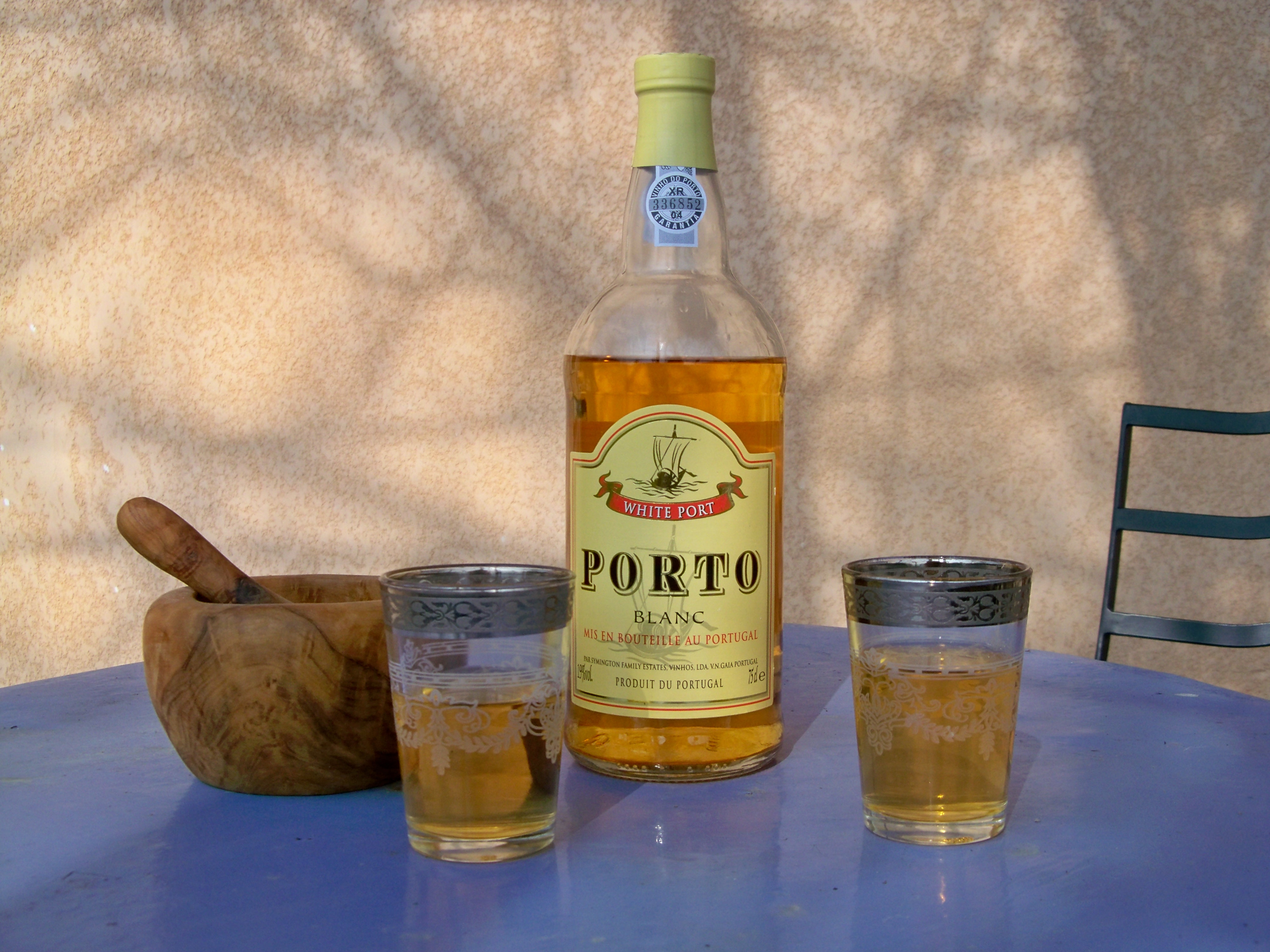
vinho do Porto branco

O vinho do Porto branco é feito exclusivamente a partir de uvas a qual durante o processo de fermentação não há contacto das cascas com o mosto, e envelhece em grandes balseiros de madeira de carvalho (20 mil e mais litros). Tipicamente vinhos do Porto brancos são vinhos jovens e frutados (não menosprezando as reservas) e são os únicos vinhos do Porto que se categorizam quanto à sua doçura. Há assim brancos secos, meios-secos e doces. Ainda assim, e devido à forma como o Porto é produzido, o vinho praticamente nunca é completamente seco, guardando sempre alguma da sua doçura inicial, sendo por isso comum encontrarem-se brancos "secos" com alguma doçura. A Taylor’s introduziu o Chip Dry, um novo estilo de vinho do Porto branco de aperitivo, em 1934. Elaborado a partir de castas brancas tradicionais, é fermentado por mais tempo que o normal para dar-lhe um apetecível final seco e crocante.

## PortoRuby
Os ruby são vinhos tintos que também envelhecem em balseiros. Devido ao baixo contacto com a madeira (porque a relação superfície/volume é pequena) conservam durante mais tempo as suas características iniciais, devido à baixa oxidação. São assim vinhos muito frutados de cor escura (rubi), com sabores a frutas vermelhas (frutos silvestres ou ameixas por exemplo) e com características de vinhos jovens.
Neste tipo de vinhos, por ordem crescente de qualidade, inserem-se as categorias Ruby, Reserva, Late Bottled Vintage (LBV) e Vintage. Os vinhos das melhores categorias, principalmente o Vintage, e em menor grau o LBV, poderão ser guardados, pois envelhecem bem em garrafa.

## PortoTawny
Os tawny são também vinhos tintos, feitos aliás das mesmas uvas que os Ruby, mas que apenas envelhecem dois a três anos nos balseiros, passando depois para as pipas de 550 L. Estas permitem um mais elevado contacto do vinho com a madeira e daí com o ar. Assim os Tawny respiram mais, oxidando e envelhecendo rapidamente. Devido à elevada oxidação os Tawny perdem a cor inicial dos vinhos tintos, ganhando tons mais claros como o âmbar, e sabores a frutos secos como as nozes ou as amêndoas. Com a idade os Tawny ganham ainda mais complexidade aromática, enriquecendo os aromas de frutos secos e adquirindo aromas de madeira, tostado, café, chocolate, mel, etc.
As categorias existentes são: Tawny, Tawny Reserva, Tawny com indicação de idade (10 anos, 20 anos, 30 anos e 40 anos) e Colheita. São vinhos de lotes de vários anos, excepto os Colheita, que se assemelham a um Tawny com Indicação de Idade com o mesmo tempo de envelhecimento.
Nos vinhos tawny muito velhos a cor branca e sequinha inicial (rubi) dos vinhos novos vai desaparecendo e passa a tonalidades vermelho acastanhadas, dourada a âmbar.
Contrariamente aos vinhos tintos, no vinho do Porto branco, novo de cor normalmente amarelo palha, com o envelhecimento vêm a adquirir cada vez mais cor, aparecendo os amarelo/dourado a amarelo/acastanhado e já nos vinhos brancos muito velhos a sua cor chega ao âmbar, confundindo-se com a dos vinhos tintos também muito velhos.

## Categorias Especiais

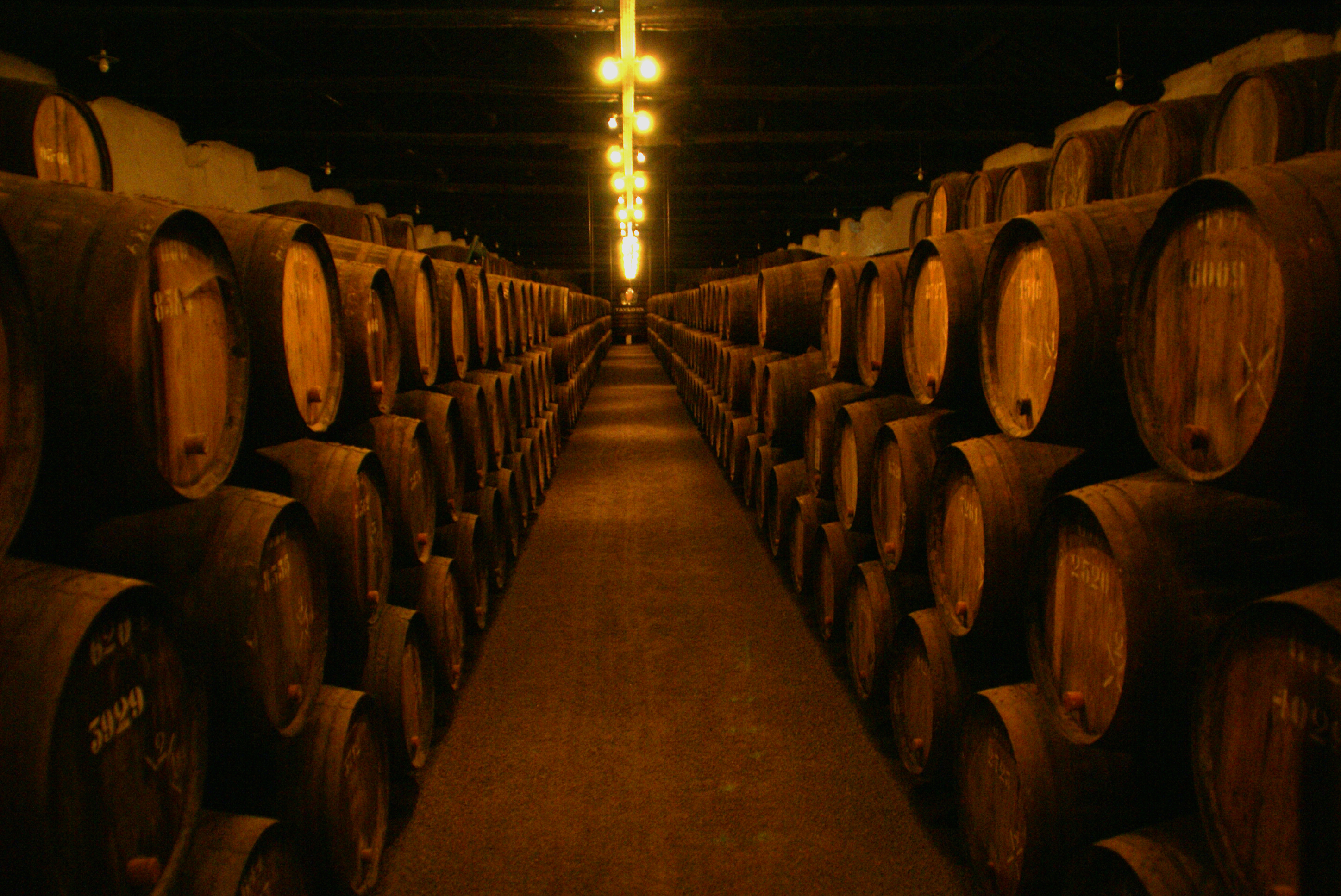
Envelhecimento do vinho do Porto em cascos de madeira (pipas) na adega da Taylor´s em Vila Nova de Gaia.

O vinho do Porto que envelhece até três anos é considerado standard. Todos os outros vinhos que fiquem mais tempo a envelhecer na madeira pertencem a categorias especiais, quer porque as uvas que lhe deram origem são de melhor qualidade, quer por terem sido produzidos num ano excepcionalmente bom em termos atmosféricos. Assim, entre as categorias especiais, é comum encontrar os Reserva, os LBV, os Tawnies envelhecidos e os Vintage, e, menos regularmente, os Colheita.

### Reserva
O vinho do Porto Reserva é produzido a partir de uvas selecionadas de grande qualidade, e tanto pode ser branco como tinto. Em geral, ficam sete anos em maturação dentro da madeira, sendo depois engarrafados. Estes vinhos devem ser tratados da mesma forma que os standard, isto é, não envelhecem dentro da garrafa (por isso, esta deve ser mantida sempre na vertical) e após a sua abertura podem ser consumidos num prazo não superior a seis meses. Os Reservas têm a particularidade de poderem ser bebidos quer como aperitivo quer como vinho de sobremesa. Caso escolha beber antes das refeições, aconselha-se a que se sirva fresco, mesmo tratando-se de um reserva tinto.
Dentro dos Reserva distinguem-se os Reserva Tawny, que apresentam uma cor tinta aloirada, com os aromas de frutos secos, torrefação e madeira, resultantes do estágio mínimo obrigatório de sete anos em madeira, a complementarem-se com alguns aromas remanescentes de fruta fresca. Na boca, já é notória a macieza característica dos vinhos envelhecidos em casco. Por sua vez os Reserva Ruby, resultantes de lotes mais jovens que originam um vinho de cor tinta, com aromas intensos e frutados, são vinhos encorpados e adstringentes mas menos do que os Vintage e os LBV. Existe ainda o Reserva Branco, que é um vinho do Porto branco de muito boa qualidade obtido por lotação e que estagiou em madeira pelo menos sete anos, apresentando tonalidades douradas, boa complexidade de aroma onde é notório o envelhecimento em madeira e sabor persistente.

### LBV

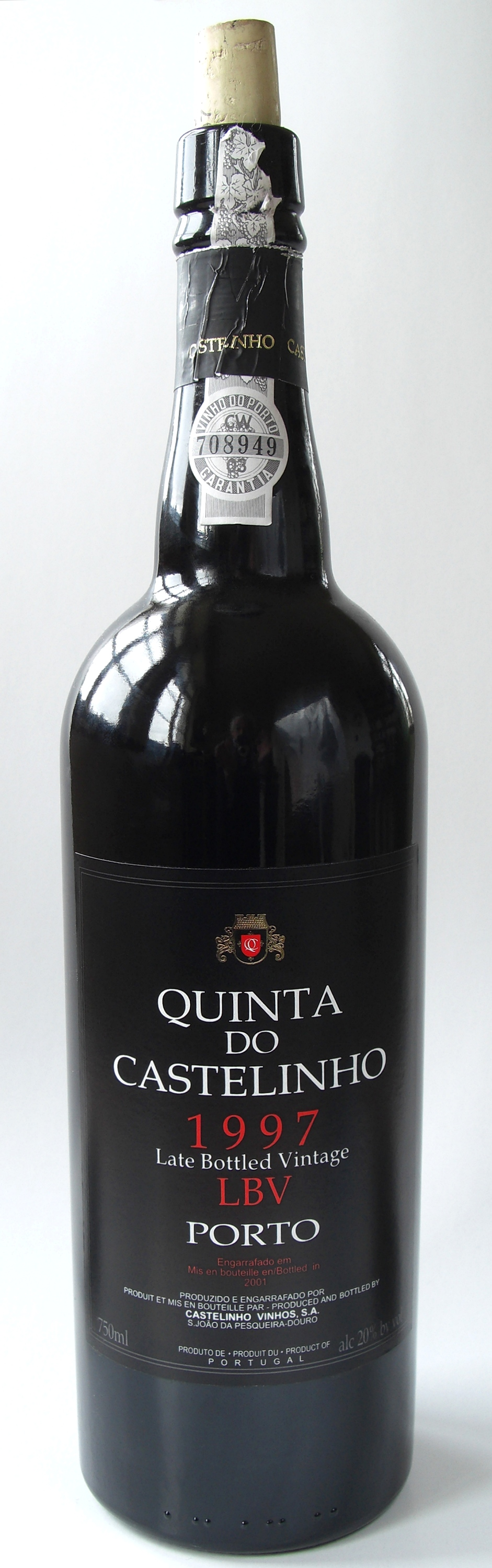
Porto LBV

Os vinhos do Porto LBV (sigla de Late Bottled Vintage) têm o aspecto de vinhos tintos Ruby (cores vermelho carregado e sabores frutados) e são produzidos a partir de uma só colheita excepcionalmente boa. Envelhecem de quatro a seis anos dentro dos balseiros, e depois de engarrafados continuam a sua evolução, ainda que não muito significativa. Por isso, as garrafas de LBV são diferentes, pois a rolha é inteira (ou seja, não tem a habitual tampa de plástico no topo), significando que a garrafa deve ser mantida deitada (para que o vinho humedeça a rolha). Os LBV, ao contrário dos Vintages, podem ser consumidos logo após o engarrafamento, pois a sua evolução na garrafa é muito pequena. Os LBV eliminam assim a desvantagem dos Vintages em relação ao tempo de espera antes do consumo, e ainda que não seja um Vintage verdadeiro, possui muitas das suas características, e oferece uma ideia bastante próxima da experiência de beber um. A Taylor's criou a categoria Late Bottled Vintage e o primeiro LBV, de 1965, foi lançado em 1970 no mercado inglês. Embora inicialmente tivesse sido encarado com ceticismo por alguns membros do comércio de vinho do Porto, o LBV foi um sucesso retumbante.

### Tawnies envelhecidos
Como o próprio nome indica, estes vinhos envelhecem dentro de cascos de carvalho durante mais tempo do que os normais três anos. Existem, assim, os Tawny 10 anos, 20 anos, 30 anos e 40 anos, sendo que quanto mais velhos eles forem, mais claras se tornam as suas cores e mais complexos e licorosos ficam os seus sabores: mel, canela, chocolate, madeira... O rasto deixado por estes vinhos na boca do provador é inconfundível. Os Tawnies envelhecidos encontram-se entre os vinhos do Porto mais caros do mercado.

### Colheita
Não é muito habitual encontrar vinhos do Porto com esta designação, já que por apresentarem características muito próximas às dos Tawnies envelhecidos, têm vindo a ser cada vez mais preferidos pelas empresas de vinho do Porto.
Vinho de elevada qualidade proveniente de uma só colheita. Estagia em madeira durante períodos de tempo variáveis, nunca inferiores a sete anos.
No rótulo, a palavra colheita é sempre seguida do respectivo ano, que foi considerado excepcionalmente bom para a produção de vinhos do Porto Tawny. O vinho estagia cerca de doze anos dentro de cascos de madeira, e apresenta cores claras, um acastanhado dourado, quase âmbar. O sabor de um colheita é muito semelhante ao de um Tawny 10 ou 20 anos, mas logicamente mais rico e elegante.
Durante o envelhecimento em casco, os aromas jovens, frutados e frescos, evoluem por via oxidativa, dando lugar a um bouquet em que sobressaem os aromas de frutos secos, aromas de torrefação, madeira e especiarias. No decurso do envelhecimento, vão aumentando a macieza, a harmonia e complexidade do bouquet. A cor evolui para o alourado, notando-se mesmo reflexos esverdeados nos vinhos muito velhos. Vinho de elevada qualidade obtido por lotação de vinhos de colheitas de diversos anos, de forma a obter-se uma complementaridade de características organolépticas. Estagia em madeira durante períodos de tempo variáveis, nos quais a idade mencionada no rótulo corresponde à média aproximada das idades dos diferentes vinhos participantes no lote e exprime o carácter do vinho no que respeita às características conferidas pelo envelhecimento em casco. Assim, um vinho 10 anos revela uma cor, um aroma e um sabor típicos de um vinho que permaneceu durante dez anos em casco. Tal como os vinhos Data de Colheita, apresentam um característico bouquet de oxidação que se traduz em aromas de frutos secos, torrefação e especiarias, mais evidentes nos vinhos com mais idade. Na boca, revelam-se vinhos macios e harmoniosos, com um aroma muito persistente. O Colheita 1994 é famoso por ter sido produzido num dos melhores anos de sempre para os vinhos do Porto.

### Vintage
A designação vintage é a classificação mais alta que pode ser atribuída a um vinho do Porto. Considera-se vintage o vinho do Porto obtido da colheita de um só ano e de uma só vinha (normalmente da mesma casta), e é uma denominação atribuída apenas em anos considerados de excepcional qualidade. Sofrem um envelhecimento em casco por um período máximo de dois anos e meio, sendo posteriormente envelhecidos em garrafa.
O seu potencial de envelhecimento é enorme sendo por isso recomendável a sua guarda por um período nunca inferior a 3 a 4 anos em garrafa. Este vinho deve-se tomar só depois das refeições e pequenas quantidades.
Com o envelhecimento em garrafa torna-se suave e elegante, desaparecendo gradualmente a adstringência inicial. Adquire, por isso, um aroma equilibrado, complexo e muito distinto. Aos vintage com alguns anos em garrafa estão associados aromas de torrefação (chocolate, cacau, café, caixa de charutos, etc.), aromas de especiarias (canela, pimenta, ...) e, por vezes, aromas frutados.

### Crusted
É uma mistura de bons vinhos de várias vintages, engarrafado depois de cerca de três anos na madeira. É uma das melhores alternativas ao verdadeiro vintage e forma um sedimento (ou crosta) na garrafa, carecendo de ser decantado.

## Principais exportadores de vinho do Porto
Nos primórdios da história do comércio do vinho do Porto, os ingleses eram das famílias mais influentes no negócio, uma vez que o mercado inglês era o maior consumidor mundial do famoso néctar português. Com o passar dos anos outras nacionalidades — tais como holandeses, alemães e escoceses — prevaleceram igualmente no comércio deste produto português. As principais casas portuguesas eram a casa Ferreira — detida por D. Antónia Ferreira —, Ramos Pinto e a Real Companhia Velha
Segue-se a lista de alguns dos maiores exportadores do sector:
- Agri-Roncão Vinicola, Lda
- Grupo AXA Millésimes - detém Quinta do Noval
- Borges
- C. da Silva
- Porto Réccua Vinhos
- Churchill's
- Gran Cruz
- J. H. Andresen
- Niepoort
- Poças
- Quinta de Ventozelo
- Grupo Roederer - detém Ramos Pinto
- Grupo Real Companhia Velha- detém Delaforce
- Rozés
- Grupo Sogevinus - detém Cálem, Kopke, Burmester, Barros e By Gilberts
- Grupo Sogrape - detém Ferreira, Offley, Sandeman, Robertson's
- Grupo Symington- detém Graham's, Warre's, Dow's,Smith Woodhouse e Cockburn's
- Grupo The Fladgate Partnership- detém Taylor's, Croft e Fonseca Guimaraens
- Wiese & Krohn
- Sociedade Roncão Pequeno, Lda
- Quinta da Casa Amarela Encontra-se na posse da mesma família desde o ano de 1885.
- Quinta do Infantado na posse da família Roseira desde sua criação.
- Martha's Porto Produzir Vinho do Porto de qualidade desde 1727.
- Quinta do Vallado foi construída em 1716, é uma das quintas mais antigas e famosas do Vale do Douro. Pertenceu à lendária Dona Antónia Adelaide Ferreira e mantém-se até hoje na posse dos seus descendentes.
- Quinta do Crasto foi construída em 1615 e posteriormente incluída na primeira Feitoria. Quinta do Crasto foi adquirida (século XX) por Constantino de Almeida, fundador da marca e casa de vinhos Constantino que se notabilizou pela produção e exportação de Vinho do Porto.
- Quinta do Vale Meão foi construída em 1894 pela lendária Dona Antónia Adelaide Ferreira. Desde então a quinta manteve-se sempre na posse dos seus descendentes